# John Namaza Niyiring
John Namaza Niyiring OSA (Zonkwa, 4 de junho de 1960) - clérigo católico nigeriano, bispo de Kano desde 2008.
Foi ordenado sacerdote em 12 de julho de 1992 na Ordem Agostiniana. Após a ordenação, tornou-se mestre do postulantado em Jos. Nos anos de 1994-1999 estudou em Roma e, depois de regressar à Polónia, tornou-se educador no mosteiro de Jos. Em 2002-2003 trabalhou na cidade de Benin. Nos anos 2003-2005 foi educador de estudantes em Makurdi, e em 2005 foi eleito provincial.
Em 20 de março de 2008, o Papa Bento XVI o nomeia Bispo de Kano. Ele foi ordenado bispo em 13 de maio de 2008 pelo bispo Patrick Francis Sheehan; Os co-consagradores foram Renzo Fratini, Núncio Apostólico na Nigéria, e Matthew Man-Oso Ndagoso, Arcebispo de Kaduna.